# 藍蘭島
藍蘭島（あいらんとう）は、藤代健の漫画作品、およびそれを原作とするアニメ作品『ながされて藍蘭島』（スクウェア・エニックス刊）の舞台である架空の島。

## 歴史
- 江戸時代までは無人島だった（「人間」がいなかったという意味であり、妖怪などはそれ以前から居住、あるいは立ち寄っていた）。
- 130年前、欧州帰りの客船・アイランド号が上海と長崎の中間地点で大嵐に遭遇して沈没した際、生き残った乗員乗客が漂着。船の名をとって「藍蘭島」と名づけられ、乗員乗客が生活を始めた。
- 以後、文明は明治初期の庶民レベルのまま維持されており、現在も電気・ガス・水道などのインフラは存在しない。島民（最近流れ着いた東方院行人・梅梅・遠野さんを除いた、130年前に流れ着いた人々やその子孫たち）が外来語を使う場合は片仮名ではなく平仮名になっている（デート→でぇと等。一部例外あり）。通貨もなく、自給自足・物々交換（労働の報酬は現物支給が基本）の生活が営まれている。
- ただし、行人が開発した氷冷式の冷蔵庫があっという間に普及したりと、古い生活様式にこだわっているわけではない。
- 行人達より以前に外部の人間が島に漂着した例はない（オババの「“外”の人間が来たのは初めて」との発言あり）。
- 島民たちの漂着が平民にも名字が義務化されるより以前（作中の記述から計算するとアイランド号の遭難は1872年）であったため、島民のほとんどには名字がなく、個人名のみとなっている。作中で姓が確認されている島民はノンポリオ・セガール・山田のみで、巫女一族でさえ姓を名乗ることはない。理由は不明だが、島民達の先祖には士族はほとんどいなかった模様。
- 12年前、漢だらけの大船釣り大会が開かれた際に男性の島民が乗った船が全て外へ流されてしまい、その後は行人が漂着するまで、（人間の）島民は全員女性だった。
- 基本的に外界との接触はなかったが、外界の情報は時折漂着する書物その他の漂流物から、一部の人間にはわずかながらも入ってきていた（ただし、偏った情報を独自に解釈している為、かなりの誤解を持って認識されている）。
- 暦年は新暦が使用されている模様（実際に日本で旧暦を廃し新暦を使用する事が布告されたのは1872年11月であり、翌12月より施行された。島民達は帰国途中で遭難したため、元々欧州の新暦を使っていた模様）。
- 単位は「胸が3センチ大きくなった」など、普通にメートル法も使われており、流れ着く書物などの情報を適時取り入れている。

## 地誌
いずれも本編・ドラマCD・パーフェクトガイドブックの記述を基にする。

### 位置
- 不明。密林が多く、平野にはヤシが生えていることから、亜熱帯か熱帯にあるものと思われる。
- 上記の経緯や、行人が沖縄県行きの船から海に転落し漂着したことなどから、パーフェクトガイドブックでは東シナ海中心部（尖閣諸島付近?）との仮説が提示されている（あくまで行人の予想であり、ちかげからは「いいかげん」と呆れられた）。

### 地勢
- 島への出入りは、今のところ嵐や大波に巻き込まれるしかない。
- 海路・空路とも定期便は存在しない。海流の流れが激しい上、意図して島外へ出ようとすると大渦が発生し巻き込まれるため、島から出ることはほとんど不可能とされる。
- 大渦の上空も同じく渦巻いているため空からも脱出が出来ない（アニメ版のみで原作にはこの描写はない）。
- 実は島の周りには太古に真海龍神社を建てた"先人"こと山のヒトが、外の者から海龍様を守るために張った強力な半永久結界が存在し、これを自由に通れるのは先人のみである。ただし、通常時でも小さな無機物は通してしまう上、大きくて強い自然現象には弱い。また一部の妖怪（300年前に訪れた九尾の妖狐など）は出入りが可能らしい。
- 半永久結界は外部からは島を透明化し存在を隠しているため、藍蘭島はいわば隠れ里になっている。
- 島の中央部には休火山があり、富士山に外観が似ていることから、富士山（ふじやま）と呼ばれている。
  - 富士山からは温泉が湧いており、ほとんどの家ではお風呂に温泉を引いている（アニメ版のみで原作にはない）。
  - 山頂付近は常に雪があり、島民が氷（雪を押し固めて氷にする）を取りに登る。
- 動物は、微妙に形や性格がおかしく、全体的にかわいい系（魚を除く）である。大きさは様々で、外界のものよりかなり大型のものと、小型のものとの両極端（人間を頬袋に収める事のできる巨大ハムスター、頭の上に乗るほど小さいウシやブタなど）。また、ほとんどの動物が人語を解し、文字の読み書きができる上、かなりの計算能力を持っている。一部は人間との間に会話を成立させることも可能（筆談以外の具体的な方法は不明だが、慣れると何を言いたいのかがわかるようになるらしい）。ただし、実際に人語を話す事ができるのは、基本的に歳を経て妖怪となったもの（猫又など）に限られる。
  - 動物の種類は非常に多岐にわたり、ウシやブタからペンギンやゾウ、パンダまで様々となっている。また、環境の良さのせいか、動物達の寿命は人間と同程度。猫の場合は40年生きるとネコマタになるとされている。
  - 一部の動物たちは、メイドや大工などの職に就き、人間同様に（もしくは人間以上に）高度な作業をこなしている。日常的に直立して二足歩行できるものが多く、そうでないものも前足（鳥の場合は翼）が人間の手と同様に器用である。また、耳を手の代わりに使う事ができるものも少なくない。
  - 上記の事情から、島民および動物達には魚以外の動物を食べる習慣がない（鶏卵、牛乳等は例外。またマムシなどから生き血を分けてもらって飲む習慣もある）。一方で、動物の名前にとんかつやびふてき等の肉料理の名前を付けられていることがある。
  - 魚はおおむね凶暴かグロテスクな姿形をしており、行人は恐竜のような顔の鯛に噛みつかれた。また、鯖や鮪などは人面魚のごとき姿をしている（作者の藤代健は『ガンガン』巻末の作者コメントの「世界で一番怖いもの」というお題に対して、「海。水族館。魚図鑑。鮮魚コーナー。魚がいるトコロ」と答えている）。
  - 動物や魚は島民たちがそう呼称しているだけであり、外の世界で一般に知られているものと同じとは限らない。
  - 島の生物のほとんどは世界中を旅した海龍が眠りながら無意識に産み出したものであり、外界の動物とは血縁関係は無い。外見も海龍なりの解釈が入っていて、全体的に丸っこい。
  - 現在は住人が増えたためほとんどの動物は繁殖によって増えているが、極まれになんらかのきっかけで動物や妖怪が出現することがある。このように生まれたものを海龍様の目と呼び、経験したことのすべてが夢の一部となって海龍に伝わる。ただし本人達にその自覚はなく、そこ以外は他の動物達と変わらない。
  - 海龍様の目の共通点として、「親が不明なこと」「何らかの優れた能力を持つこと」があり、現在確認されているのはとんかつ、からあげ、しまとら、大牙、ぺんぺん、もんじろー、ぱん太郎の妻、そら。疑わしいのがみゃー、しま子、ばらさん。まちによると条件を満たす人間が一人いるとのこと。
- 植物は、全体に大きい。野菜や果実などの大半はひと抱えほどもある（ただし米粒や小豆粒は普通の大きさである）。また、東の森には食肉植物（後に吸血植物と分かる）が繁茂している。
- 妖怪やお化け・幽霊・魔法・未確認生物などが割合普通に存在している。島のどこかに河童の集落があるが、所在はもとより存在を知る者はごく少数である。
- 村の北外れには、初期の村民が流れ着いた以前からあるとされる遺跡があるらしい。
- 南にも遺跡が存在し、付近には"山のヒト"と呼ばれる幻の猿が生息していると言われている。
- 南西には、龍神島（りゅうじんとう）という小さな島がある。
- 海は釣りだけでなく、海水浴にも利用される。その際は全裸で泳ぐのが一般化しているが、行人が来た頃にはちかげが水着を入手しており（南の海岸で拾った。衣装ケースごと流れついた様子）、“りさーち”も兼ねてみんなに着てもらっていた。全員がビキニまたはセパレーツを着用している（ちかげが選んだらしい）が、ワンピースもあり、ちかげは行人にスリングショットを薦めていた（しかし断られた）。あやねとまちは全裸の方がいいと言っていたが、行人が止めた。泳ぎ方は主に古式泳法で（絵からは単なる平泳ぎにも見えるが、平泳ぎがある古式泳法の流派もある）、クロールなどは知られていない。

### 行政
- 政府・地方自治体は存在せず、島の長老であるオババ（本名・こと）を中心とする合議制を採っている。
- 動物や妖怪はこの限りではなく、富士山を中心に東地区・西地区・南地区・北地区の各なわばり（テリトリー）に分割され、それぞれ高度な戦闘能力を持った「ぬし」に支配されている（ただし、支配といっても特に権利や義務があるわけではなく、海龍を守る守部であるという点を除けば、単なる「親分」的存在である。人間の集落がある西地区と、「他の森をマネてなんとなく決めた」南地区は特に）。また、島を囲む海にも「ぬし」が存在する。島の「大ぬし」もいる。
- 通貨はなく、物々交換が基本。労働（手伝いなど）に対する報酬も、農産物や漁獲物などで支払われる。

### 教育
- 学校が1校存在するが、先生（主幹開講者）のくないが気まぐれなので授業は月1～2回、適当な日にしか開かれない（開講日は前日に矢文で伝達される）。以前は専門施設が存在せず海龍神社の講堂で授業が行われていたが、授業をボイコットする逃亡生徒（すず）対策のため西洋館（ちかげ宅）の隣に校舎が建設され、改めて開校となった。
- 専業教師はくないのみだが、その助手を務める形でちかげ、まち、行人の3人が兼務（代行）教員を務めている。なお担任に関してはくない・ちかげが低学年クラス、まち・行人が高学年クラスを担当している。活け花はまちの式神であるてるてるまっちょが担当している。
- カリキュラムは寺子屋と同様で、読み書き（国語）算盤（算数）体育および活け花や琴などの稽古事が中心。高学年では生活に密着しやすい雑学や保健の授業も組み込まれている（そのため行人にとっては「保健の授業にかこつけて（まちに）裸に剥かれかける」など多少の受難が起こることもある）。
- クラスは高学年クラスと低学年クラスの2つが存在する。一応の基準は14歳以上と未満だが、低年齢者は人数が少ない為、体育などは合同。生徒数は総計54名で、約半数は動物である。低学年クラスでは小学校低～中学年レベルの内容を、高学年クラスでは小学校高学年～中学校レベルの内容を教えていると見受けられる。
- ずっとサボっていたすずは特に遅れている為、ちかげによる特別授業が組まれている。

### 産業
- 第一次産業（農業及び漁業）が中心。他地域との交易が不可能であるため、完全な自給自足が行われている。
- 第二次産業は家内制手工業レベルで、一軒だけの職人一家が製造から建築まで大半を請け負っている。被服や小物は独自に製作する者も多い。
- 通貨による流通の概念が存在しない事もあって第三次以降の産業は成立せず、学校と後述の「月見亭」が存在するのみである。
- 藍蘭島での仕事は一族相伝制で、その仕事に就きたい場合は一族に弟子入りすることが条件となる。また、農業は家ごとに作る野菜が決まっている。仕事に関してはもう１つの掟があり、腕（味）勝負を行い、より腕の立つ方が仕事をする権利が与えられる。

## 建造物・公共施設・その他の名所

### 民家
すずの家
ヒロイン・すずの自宅。行人は漂着後、この家に居候している。それ以前は、すずととんかつの2人暮らしだった。
質素で小ぶりな、木造わらぶきの日本家屋。海が目の前の崖の上に建っている。
いちばん村はずれな場所に立っているが、これはすずの父親の高虎が温泉を掘り当てた場所に新居として建てたため。
部屋はいろり付きの板張りの居間一間だけで、その奥にはたんす・鏡台・ヤシや花を寄せ植えにした植木鉢が置いてある。また、壁には掛け軸がかけられている。
お風呂は広い岩風呂で、かけ流しの天然温泉。お隣のからあげ一家、近所の梅梅・しのぶがお風呂を借りに来る。
昼間は、縁側にからあげ一家がいることが多い。
夜間は、最近寂しがり屋なオバケ達の集会所と化している。
雨の日は、島の仕事が休みになるので、女の子たちがすずと遊ぶため集まってくる。
オババの家
村の長老であるオババ（本名・こと）の家。オババとみちるが住んでいる。
すずに釣り上げられた行人が、最初に運び込まれて気がついた場所。
部屋にはすだれがある（平安貴族の屋敷風）。
りんの家
職人一家。弟子も同居するので大所帯であり、家も大きく広い。
お風呂は温泉ではなく、薪で焚いている。数人が入れる、木桶タイプの浴槽がある。湯かげん調節の釜焚きは、下っぱのえて吉がおもに担当する。
蔵の奥には、妖箒や霊が憑いた大工道具など、危険で怪しいものが封印され保管されている。ただし、ほとんど管理されておらず、時々誤って持ち出されてしまい、トラブルを起こすことがある。
ちかげの家
村はずれの洋館。アイランド号の生き残りの西洋人が住んでいた。
アイランド号に積まれていたすべての本が保管されている書庫がある。
台所には洋食や中華料理が作れる設備がある。
お風呂は掛け流しの天然温泉。浴室は広く、タイル張りのひょうたん型の大きな浴槽がある。
設計はノンポリオ・セガール・山田で、その趣味により隠し扉や隠し通路が多数あり、地下は迷宮状態。対侵入者用のワナがたくさんある。
アイランド号の遭難は、日本にパン食文化が普及する以前（一般的にはあんパンが発明された1874年以降とされる）なので、藍蘭島にはパンを焼き、食べる習慣は全くないが、ちかげ邸においてのみ、“さんどうぃっち”や“はにーとーすと”（共にぱな子さんの得意料理）が作られ食べられている。
梅梅（メイメイ）の家
水車小屋。常に水が必要な遠野さんと同居するため、ここに決めた。
ボロボロだったが、りんの一家が修繕した。4畳半一間に押入、土間、簡単なかまどだけという狭さ。
お風呂がないため、近所のすずの家のお風呂を借りている。
すぐ横に、遠野さん用のきゅうり畑が作られている。
しのぶの家
しのぶが行人に弟子入りしたため、実家から通うのが大変なのと、びふてきが布団の感触を気に入ってしまい野宿が難しくなったため、職人一家の手により、すずの家の近くに新築された。
建築時はしのぶとりんのドジにより数回建て直しとなり、当初は新鮮なまぐろ3匹の報酬で建ててもらうはずが、4匹に値上がりしてしまった。
しのぶとびふてきが住んでいる。
千陰流忍一族（せんかげりゅう・しのびいちぞく）の家
西と南の森と境目付近にある。
周囲は「迷いの森」で、忍一族の者以外が入ると二度と出られない。また、忍者の修行場として最適。
家は「からくり屋敷」で、落とし穴などのワナが多数仕掛けられている。玄関にはいきなり「足ばらい」（浅い落とし穴）があり、行人やすずが引っ掛かった。基本的に侵入者を撃退する罠で奥に行くほど危険な罠になる。

### 公共施設
海龍神社（かいりゅうじんじゃ）
海龍様を祀っている。御堂の奥の本邸には、巫女一家が住んでいる。
村はずれの山の上にあり、訪れるには長い石段を登る必要がある。
御堂の扉は常に固く閉ざされており、中にあるはずのご神体は非公開。
御堂の前の賽銭箱には「龍」と書かれている。ただし、通貨がない藍蘭島では、賽銭箱は単なる飾りらしい。
広い道場があり、海龍様の像と「芸道大」（右から読んで「大道芸」）と書かれた額が掲げられている。
お風呂は温泉ではなく、薪で焚いている。五右衛門風呂らしく、浴槽は小さい。
入り組んだつくりになっている屋根裏部屋がある。大蛇が棲んでいる。また風呂場の真上には覗き用の筒があるが周囲の足場が悪い。
奥の林の中に、小さな庵「瞑想の間」がある。小説版では、まちが「初夜の間」に改装し、行人の貞操が奪われそうになった。
道場（講堂）では学校が開校されていた。現在では学校校舎があるため、学校の機能はそちらに移転している。
蔵の中には妖怪にゆかりのある物品が多数収納されている。中には呪いのかかったものや、妖怪そのものが封じられている物もある。邪悪な妖怪ばかりでなく、保護の為にあえて封印されたものもあり、それらは定められた年月が経過すると解封される事になっており、「妖怪改役」（現職はまち）が管理している。
学校
ちかげの家の横に建てられた校舎。平屋建てで中央に時計塔を有する。
未成年でも仕事のある藍蘭島では学校は数少ない未成年の息抜きの場であり、年少者の情報交換の場でもある。
エスケープする生徒（すず）対策のため、様々なからくりが仕掛けられており、生徒を逃がさないつくりになっている。考案はちかげ、監修はくないとみことの千影流忍一族姉妹によるもの。そのため校舎内は本格的忍者屋敷の様相を呈している。
カリキュラムや職員に関しては当該項目を参照の事。
井戸
つるべ式。水道がない藍蘭島の、唯一の飲料水源。
毎朝、島民が水汲みに集まり、情報交換の場にもなっている。
氷保存用の洞窟
村はずれにある。内部は村で最も涼しい場所。
氷室として使われており、富士山の山頂近くから取って来た雪を固めた氷が保存されている。中の氷が溶けないように茣蓙がかけてある。人の出入りや在庫の管理は特に行われていない為、時々氷が品切れになり、富士山まで取りに行かなければならない場合がある（取りに行く係なども特に決まってはいない様子）。ただし、ここの氷は食用ではないらしい。

### 七不思議
十二地蔵
西と南に6体ずつある謎の地蔵。それぞれに名前がついており、「おすまし様」「ありがた様」「のっぽ様」「おちゃめ様」「いじけ様」「わらい様」「からて様」「かぎしょい様」「つの様」「たれみみ様」「ひげ様」「あかご様」である。山のヒトこと宇宙人をモデルにしている。ばけばけや幻十朗など妖怪が封じられている。
西の顔面洞窟
西の岩壁にある謎の洞窟。七不思議で唯一アイランド号がの人々が流れ着いた後にできたもの。50年前まではただの岩壁だったがある日突然一晩で顔の形をした洞窟ができた。職人によると人間には不可能らしい。実は寝ぼけた海龍が頭をぶつけた際にできたもの。行人はこの顔に見覚えがあるようである。
真海龍神社
龍神島の地下にある謎の神社で文字通り真の海龍神社。かなり大昔から建っているはずだがまるで新築のようでありやしろは普段ここで生活している。「お役目様」の許可がないと入ることはできない。近くには海龍様のものと思われる巨大な足跡がある。
南の三角遺跡
南の森にあるピラミッド型の謎の遺跡。山のヒトと呼ばれるサルが住んでいるとされているがその姿を見た者はいない。実は十二地蔵のモデルになった宇宙人達の基地施設である。
東の地下迷宮
東の森にある謎の迷宮。中は複雑な迷宮になっているが、どのように進んでも必ず入り口に戻ってしまう。入り口から蔓などを張っても必ず途中で切れてしまい、地図も辻褄の合わないものになってしまう。さくや曰く何かを守るプログラムと懐かしさを感じるとのこと。
北の海底遺跡
北の海底にある謎の遺跡。遺跡の中では一番大きい。地上あった物が沈んだわけではなく最初から海底にあった岩を削って作られたもの。別名「人魚の宿」とも言われるが実際に住んでいるのはイルカである。
空クジラ
岩山に存在する謎のクジラの化石。かつて海龍様には空が大好きでいつか空を飛べるようになりたいという夢を持ったクジラの親友がいたが、そのクジラが寿命を迎えてしまった。海龍様はクジラが大好きだった空に少しでも近い所に埋葬したものと言われている。

### その他の名所
アイランド号
明治時代の大型蒸気船。130年前、欧州から日本への帰りの航海中、嵐に巻き込まれて沈没。乗員乗客は、当時は無人島だった藍蘭島に漂着した。
欧州で開催された日本文化紹介の古美術展に出品した宝物、貴重品を多数積んでいた。今も、持ち出し切れなかった多くの貴重品とともに、藍蘭島の沖合いに沈んでいる。時々、積み荷の一部が藍蘭島に打ち上げられる事がある。
現在藍蘭島の島民でアイランド号に乗っていたのは長老のことにさくや（荷物のフリをして乗り込んだらしい）の2人のみである。
うの木橋（うのきばし）
村内の川にかかる橋。島民がよく通る。欄干のないシンプルな木橋。幅は約2mほど。
西の大樟（にしのおおくす）
島の西端近くにある、巨大なクスノキ。西の森のシンボル。村全体を見渡せる高い丘の頂上にある。
ちかげが変身魔法騒動を起こした時、この木の下で魔法陣を描いて魔法を発動させた。他にも、行人としのぶの試合の場所となったり、狩り物競争のゴールとなったりしている。
とんがり山
ドラマCDで登場した場所。藍蘭島の西と北の境にある山。きのこがたくさん生えているので、島民がきのこ狩りに行く。
月見亭（つきみてい）
富士山のふもと近くにある、もと温泉宿。いつも風鈴の音が響いている。
島で月見をするのに最もいい場所に建てられている。かつて、お月見の時季には島民でにぎわった。
宿は12年前に番頭などの男手がなくなり放置されていたが、併設の露天風呂はその後も利用されていた。さくやが住みつき、修繕したので宿として復活した。
のぼりには「ようこそ月見亭へ、いい湯だな、はははん」と書いてある。
「お土産コーナー」（カタカナ表記である）には月見亭名物の温泉まんじゅう、さくやの人形やぬいぐるみ、キーホルダーのような絵馬、木刀などが売られている（島には通貨はないので恐らく無料）。いずれもさくやの手製と思われる。行人は木刀をここで入手した（「月見亭」と文字が入っている）。
4年に1度、葉の月の満月の日に男女2人きりで露天風呂に入ると夫婦になれる、という伝説があり、実際に結婚した者もいる。だが本当に恋愛成就の効果があるわけではなく、かつて葉の月に島を訪れた美しい九尾の妖狐が温泉を気に入り、毎日入浴したことで温泉自体が霊力を帯び、美容効果が数倍に高まったものである。男女で入浴すればその効果で惚れることもあるだろう、とはオババの談。3人以上で入ると霊力が散って効果が消えてしまう。
初登場はドラマCD。その後漫画やアニメにも登場した。

### その他（島外）
中学校（ちゅうがっこう）
行人や美咲が日本で通学していた。校名は不明。
制服は男女とも2つボタンのブレザー。男子はネクタイ、女子はリボン。女子のスカートはチェック柄で、かなりショート。
歴史のある学校らしく、美咲の入学式は第99回だった（行人の所持品の写真より）。
東方院家
世界観を共有している『かへたんていぶ』の情報も含めると、古来から武術に長けた一族であり、明治時代より海外交易を行っている。
西東京市内に豪邸を構えており、南西諸島方面にクルーザーを繰り出すほどの財力がある。豪邸の向かいは『かへたんていぶ』の名栗理沙の住む豪邸がある。
道場には「一撃必殺」と大書された額が掲げられている。武術には剣術もあるが、これは嫡流の一子相伝であり、行人が修行中（主に木刀を使用しているので剣道ではない模様。また、行人の祖父厳人の得意技「斬釘截鉄（ざんていせってつ）」と同名の技が新陰流に存在する）。
明治時代に所有していた船の一隻が「アイランド号」であり、藍蘭島の住民はその乗員乗客及びその子孫である。
実は日本に漂着していた藍蘭島の男達の大半を、経緯は不明だが東方院家に匿い使用人として雇っていることが明らかになっており、家出前のことなのでその素性は知る由もないが行人はすず達の父親一同とは使用人と雇用主（厳人）の孫として付き合いがあった（今まで事情があって帰れなかったようだが、家出した行人が偶然島へ辿り着いた為にようやく帰る手掛かりを掴んだ）。
なお一族の分家にはあやねとまちそっくりの姉妹（ただし姉と妹が逆転している）である東方院綾音・摩智や花園静といった『かへたんていぶ』の登場人物が居り、摩智と静は道場で修行していた。
なお、アニメ版のみだが住人が全員男だけの藍蘭島が存在した。

## 行事・突発イベント

### 年中・定期行事
現在は中止されているものも含む。
漢だらけの大船釣り大会（おとこだらけのだいふなづりたいかい）
毎年行われていた、藍蘭島の男が全員参加する船釣り大会。
12年前、この大会中に100年に一度クラスの大波が起き、すべての船が男たちともども島外へ流されてしまった。大波は村をも襲うところだったが、居合わせた巫女や妖怪たちが力を結集して防ぎ止め、陸上への被害を免れた。
サバイバルゲーム
南の森で毎年1回開催される、南のぬしの座を賭けた、猫族と犬族が戦うゲーム。通称「さばげー」。
両軍から選抜された各10人（匹）の選手たちによる対抗戦で、武器は筆1本。これで顔にヒゲを2本描かれると失格。競技エリアから出ても失格。大将が失格となると敗北である。ヒゲを描くのは、ゲームを提案したノンポリオ・セガール・山田がヒゲ自慢だったことに由来する。
猫族側には、毎回すずが助っ人として参加している。
ぬしの座を駆けているのはその方が盛り上がるからで、住人たちにとっては勝負そのものを楽しむ方が大事らしい。現ぬしのしまとら曰く「ただのヒマつぶし」。
過去の対戦成績は、猫族52勝、犬族50勝（行人が参加した回を含む）。なお、130年前から毎年開催されているはずなのに回数が合わない理由は不明。
花見（はなみ）
島の北東の岬にある、大きな桜の木を見に行く。春ではなく夏が花の盛りのため、花見も夏に行われる。
途中、高い山を越える必要があり、北の森を通ることもあって危険。北のぬし（大牙）に見つからないよう、3人ずつの組に分かれて、別々のルートで岬を目指す。途中には、ツチノコやワニなどの危険動物がいる。帰りは、岬のそばに住んでいるイルカが海路で送ってくれる。
まちはいつも、あえて一番危険な道を選んで通る。
桜の木は、島内で唯一の桜で、途中の危険という苦労をしても見る甲斐があるものらしい。大牙もこの桜には思い入れがある模様。なお、サクランボの樹は西の森などに存在する（果実はリンゴほどの大きさ）。
大食い大会（おおぐいたいかい）
おしるこ大食いの時は、すずが120杯を食べて優勝（満腹になったのではなく、単におかわりがなくなった）。更におかわりしていたらしい（あやね談。なお、あやねの回想では横断幕に「第三十八回 大食い大会 おしるこ編」と書かれている）。行人が来てからは開催されていないらしい。
尻相撲大会（しりずもうたいかい）
単行本第2巻本体表紙で登場。横断幕には「第五十回」と書かれている。まちが行司を務めており、行人も参加している。本編で描かれたことはない。『があるずがいど』によれば優勝はすずで、以下りん、はなの順。
海龍祭り（かいりゅうまつり）
年に一度の夏祭り。村総出で一週間かけて準備し、三日間開催するという、藍蘭島で最も大きなイベント。客も藍蘭島全体から集まり、東西南北のぬし全員が集まり共同で警備に就く。
りりがお頭を務める西の村の花火工房は、この三日間分の花火を一年かけて作り溜めている。

### 突発イベント
明るい家族ごっこ計画（あかるいかぞくごっこけいかく）
ドラマCDで、ちかげが愛読書の「愛と憎しみの絆」を元に作ったシナリオ。内容や配役があまりにひどく、途中で行人により強制的に中止させられた。
忍（しのび）の勝負
千陰流忍一族の内輪での揉め事を解決する為に行われる。制限時間内に「墨玉」（一種のペイント弾）を体の一部にでもぶつけられたら負け。要は忍術を駆使したサバイバルゲームである。
くない・しのぶ・みことの三姉妹が、母の誕生祝いに「忍の後継者」を贈り物にしようと考え、互いに押し付けあった結果「一族の流儀」に従って決める事となった。
あやね、ゆきの、みちるといった通行人を派手に巻き込んで死闘を繰り広げたが、結局、制限時間の夕刻となっても決着はつかなかった。
縁日（えんにち）
『小説ながされて藍蘭島3ときをこえて』で行われた。まちがいきなり、「縁日よ」と宣言したことから始まった。
海龍神社は、りんごあめ。ちかげは、射的。梅梅はくじ引きを出店した。

#### 婿殿争奪イベント
第1回婿殿争奪おにごっこ大会（だいいっかいむこどのそうだつおにごっこたいかい）
12年間、男がいなかった藍蘭島に漂着した行人をめぐって島民の少女たちが争奪戦を始めてしまい、仕事が手につかない島民をおさめるために、オババの発案と企画により開催された。勝者には、行人の嫁の座が約束される。
スタート地点の横断幕には、「あいらん花ヨメの会」と書かれていた。
ルールは3つ。範囲は島の西側のみ、制限時間は一番星が輝くまで（アニメ版では、夕日が海に沈みきるまで）、最初に行人に触れた者が勝者。
行人がスタート後、100カウント後に参加者が一斉にスタート（アニメ版では、行人が数百m離れた状態で同時スタート）、行人を追いかけた。
すずが陰から行人に接近した女の子を妨害、最後まで行人を守った。
行人が最後まで逃げ切ったと思いきや、エリア外の東の森に入った時、東のぬしに襲われそうになったすずを突き飛ばしたのを確認され、すずの勝利となった（『最初に行人に触れたものが勝者』だったが、行人は『捕まらなければ僕の勝ち』と思い込んでいた）。しかし、すずは権利を放棄してしまった為、状況の解決には役立たなかった。結局、更なる争奪戦の末、唯一行人を男性として意識していないすずの家に同居させる事で全員の意見の一致を見た。
第2回婿殿争奪杯（だいにかい むこどのそうだつはい）
行人が藍蘭島に漂着してから3か月にもなるのに、なかなか特定の女の子と深い恋仲にならないのに業を煮やしたオババが、再び企画。勝者には「婿殿独占!! 二人だけで行く月見亭1泊2日宿泊券」が贈呈される（本来は「行人と結婚」とするつもりだったが妥協したらしい）。
ルールは「狩り物競争」。与えられたくじ（みちるが矢文で島民全員に送った）に書かれた4人の「持ち物（あいてむ）」をすべて狩り集めた上、西の大樟に最初に手をついた者が勝者。逆に自分のあいてむを奪われたり、破損などで失うと負けとなる。
くじには1つだけ「大ハズレ」があり、これは東西南北のぬしが持っているアイテム（あらかじめオババから配られているエンブレム）を集めることになっている。オババの策略により、この大ハズレくじは行人に直接与えられた。
海龍神社にも矢文が届いたが、まちだけが内容を読み参加。あやねは、すずに聞いて初めて開催を知った。なお、あやね用のくじは、いつの間にかあやねの袖に挟まれていた。
なお、「くじ」と言っているが実際には無作為ではなく、ある程度の調整がされている模様（無作為で行った場合、全体の約八割の標的となっている〈みちる談〉まちなどは、自分自身を引いてしまう確率が高い為）。
本来は個人戦だが、参加者の多くが作戦として（攻撃・防御とも、複数人が協力する方が有利なので）数人ずつのグループとなり、そのグループ同士で対戦が進められた。すずはあやねとタッグを組む。
激戦の末、すずが4アイテムを入手して大樟に手をついたが、その少し前に行人がからあげに辛勝して大樟に手をついており、行人が優勝した。この為、月見亭での1泊2日はなくなるかと思いきや、行人はすずを指名して月見亭へ出かけた。なお、この夜が「葉月の満月の夜」であるところから、開催日は2002年8月22～23日と推定される（実際の同年8月の満月は23日）。
実は月見亭の温泉の効力（詳細は当該項目を参照）を知るオババの画策によるもの。しかしちかげが余計なことを言ったおかげでいつもの面子が妨害に入り、全部台無しになった。
なお、ぬし総当たりの大ハズレを引きながらも、東西南北のぬし全員を下して優勝したのは行人が狩り物競争史上初であり、藍蘭島での行人の名はさらに高まる事となった。
ただし、アニメ版では第2回は鬼ごっこ対決となっており、大会の最中に物語は終了したため結果は出ていない。